# 普兰店区
普兰店区是辽宁省大连市下辖的一个市辖区，旧名貔子窝、新金县、普兰店市。區人民政府駐世紀路西段98號。

## 历史
今普兰店区境在战国时期属燕国辽东郡。
西汉时期（公元前107年），定治于沓氏县（在今铁西办事处）建立。
东汉时期（公元190年），该地区属新置的平州辽东郡。
西晋时期（公元238～274年），区境仍属辽东郡。
西晋末年（公元404年），区境被高句丽割据。
唐代（公元668年），区境为安东都护府所辖。
辽神册四年（公元919年），置扶州、苏州，区境分属二州。
金末分属复州、金州。元代分属金、复州万户府。
明代时，区境分属金州卫、复州卫。
清代时，区境分属复州、宁海县（1843年后改为金州厅）。
1898年3月，俄罗斯帝国强迫清政府签订《旅大租地条约》，同年5月签订《续订旅大租地条约》租借旅大。
1899年8月，俄羅斯皇帝敕令实行“关东州”官制，设貔子窝（今皮口街道）等4市5区。
1905年，俄日签订《朴茨茅斯和约》，俄羅斯将其旅大租借权转让给日本。日军接管金州，置金州军政署，下设貔子窝、普兰店、亮甲店等5个管区。
1908年，普兰店管区改为出张所，隶属金州民政支署。
1919年，关东都督府改为关东厅。
1930年，金、普民政支署升格为民政署。
1931年，九一八事變爆发，日本关东军攻占东三省全境，将辽宁省改为奉天省，辖复县（今瓦房店市）。满洲国成立，今市境北部属满洲国之复县。
1934年，设关东局，下设关东州厅，并实行会制，今区南部设貔子窝民政署、普兰店民政署，下设38个会。
1936年，满洲国实行街村制，被复县辖制的有复东、田家等16个村全部和复东镇的大部、天台村的小部分。
1945年，9月初，中共胶东区委根据中央指示精神，决定将滿洲國时期设置的貔子窝、普兰店民政署所辖38个会地域建置新金县。
1945年9月初，中共胶东区委将满洲国时期的貔子窝、普兰店民政署下属地区改为新金县，名称来源于县境以南的金县（今大连市金州区）。9月25日，新金县政府成立于貔子窝（今普兰店区皮口街道）。1958年11月，县政府从貔子窝迁到普兰店镇，即现今的市区。
1991年11月30日撤县改市，新金县升格为普兰店市（县级）。
2015年10月13日，根據国函［2015］187号，普兰店市撤市改区。

### 考古
20世纪初，在在普兰店东郊发现古莲子，经多国科学家研究，测定古莲子已有千年历史，经过培育后甚至仍能生长开花。1962年，时任中国科学院院长的郭沫若以此赋诗《古莲绽新花》。现被辽宁省人民政府指定为全省唯一奇特旅游产品。市区西部有千年古莲园，其中的莲花由古莲子繁衍而生。

## 人口
根據全國第七次人口普查數據顯示，截至2020年11月1日零時，常住人口629664人。

## 地理

### 地理位置
普兰店区位于东经121°50'33"至122°36'15"，北纬39°18'25"至39°59'00"之间，辽东半岛中南部东侧，距金州区50公里，总面积2677平方公里。区境东临庄河市和黄海，西接瓦房店市，南与大连市金州区毗连，北与盖州市接壤，东南与长海县隔海相望。

### 地貌
普兰店区地势北高南低，西高东低。地形大体分为三部分：北部低山区，东北及中部丘陵区，南部沿海丘陵平原区。海岸线总长187公里，环抱渤黄两海。北部和中部山峦起伏，丘陵多分布在东、南和西部。普罗店海拔最高处为老帽山，其主峰海拔848米。

### 气候
普兰店区属温带季风气候区，无严寒之冬，无酷暑之夏，却又四季分明。年平均降水量635-920.8毫米，年无霜期174-188天，日照平均每天7小时，年平均气温9.7℃，年合计日照时间2276.2小时。

### 水文
普兰店区境内有大小河流223条，其中碧流河流程达150km～300km，发源于盖州市小石棚乡。流程在30km以上的河流有大沙河、复州河、鞍子河、清水河、吊桥河、甲河、占子河等。

## 行政区划
普兰店区下辖18个街道办事处：
丰荣街道、铁西街道、太平街道、皮口街道、城子坦街道、大刘家街道、杨树房街道、大谭街道、唐家房街道、莲山街道、安波街道、沙包街道、星台街道、墨盘街道、同益街道、乐甲街道、双塔街道和四平街道。

## 交通
- 202国道过境。